# Diego Padrón
Diego Rafael Padrón Sánchez (17. svibnja 1939.) venezuelanski je prelat Katoličke Crkve koji je služio kao nadbiskup Cumane od 2002. do 2018. godine.
Dana 7. svibnja 1994. imenovan je za biskupa Maturína.